# Thomas Simey, Baron Simey
Thomas Spensley Simey, Baron Simey (* 25. November 1906; † 27. Dezember 1969) war ein britischer Jurist, Soziologe, Hochschullehrer und Politiker, der 1965 als Life Peer aufgrund des Life Peerages Act 1958 Mitglied des House of Lords wurde.

## Leben
Simey, Sohn des Solicitors George Iliff Simey, der zwischen 1905 und 1927 Mitglied des Rates der Grafschaft Somerset war, absolvierte nach dem Schulbesuch ein Studium am Balliol College der University of Oxford, das er 1928 mit einem Bachelor of Arts (B.A.) abschloss. Ein daran anschließendes weiteres Studium am Balliol College beendete er 1931 mit einem Master of Arts (M.A.) und nahm daraufhin wie sein Vater und sein älterer Bruder William Spensley Simey ebenfalls eine Tätigkeit als Solicitor auf.
Kurz darauf wurde Simey 1931 erst Lecturer für Verwaltungswissenschaften an der University of Liverpool, ehe er 1939 eine Professur für Sozialwissenschaften an der Universität Liverpool übernahm und dort bis zu seinem Tod 1969 unterrichtete. Als Hochschullehrer befasste sich Simey, der Mitglied der British Sociological Association war, vor allem mit sozialpolitischen Themen.
Durch ein Letters Patent vom 12. Mai 1965 wurde er aufgrund des Life Peerages Act 1958 als Life Peer mit dem Titel Baron Simey, of Toxteth in the County Palatine of Lancaster, in den Adelsstand erhoben und gehörte damit bis zu seinem Tod dem House of Lords als Mitglied an.

## Veröffentlichungen
- Colonial Policy on Trial: The Test Case of Jamaica, 1928
- Local Government on Merseyside, Mitautor David Caradog Jones, Daily Post Printers, 1933
- Principles of Social Administration, Oxford University Press, 1937
- The Civil Defence Acts, 1937 and 1939, Mitautoren Frank Edward Price und Mary Lewis Williams, London 1939
- Memos Relating to Youth Services in Jamaica, Mitautor Frank Arthur Stockdale, 1941
- Social Welfare Work, Frank Arthur Stockdale, 1941
- Prison, Mitautor Frank Arthur Stockdale, 1941
- Re-organisation of Poor Relief, Mitautoren Frank Arthur Stockdale und Rupert Briercliffe, 1941
- Youth Organisations for Boys in Jamaica, 1942
- Social Welfare in Barbados, 1942
- Social Welfare Organisation in Jamaica: Jamaica Welfare Limited, Mitautoren D. T. Girvin, Jessie Irwin und E. B. Hallett, 1941
- Leeward Islands: Report of Social Welfare Adviser, 1942
- Social Welfare: Windward Islands, United States Government Printing Office, 1943
- Principles of Prison Reform, 1944
- Welfare & Planning in the West Indies, Clarendon Press, 1946
- Salaries and conditions of work of social workers: A report …, The National Council of Social Service, 1947
- Social Research Series, 1952
- Social Services in Israel. Prepared for the Government of Israel, Mitautorin Dorothy C. Kahn 1953
- The concept of love in child care, Oxford University Press, 1961
- Social Purpose and Social Science: Eleanor Rathbone Memorial Lecture, Liverpool University Press, 1968
- Social science and social purpose, Schocken Books, 1969
- Charles Booth: Social Scientist, 1980, ISBN 978-0-313-22610-6

in deutscher Sprache
- Der Beitrag der Sozialwissenschaften zur Lösung administrativer Probleme, 1953